# Echte meerkatten
De echte meerkatten of makako's (Cercopithecus) zijn een geslacht van de geslachtengroep meerkatten (Cercopithecini), die voornamelijk in regenwouden en andere dichte bossen in Afrika voorkomen. Het is met 19 soorten een van de soortenrijkste geslachten binnen de primaten. Soms worden ook de andere meerkatten, als de groene meerkatten (Chlorocebus), de huzaarapen (Erythrocebus), Allochrocebus en (in mindere mate) de moerasmeerkatten (Allenopithecus) en de dwergmeerkatten (Miopithecus) tot dit geslacht gerekend.

## Kenmerken
Echte meerkatten hebben een slank lichaam met lange poten en een lange staart (langer dan de rest van het lichaam) en een helder gekleurde vacht met een duidelijke tekening, die opvallender gekleurd is bij mannetjes. Jonge dieren hebben egalere, donkerdere vachten en een roze gezicht. Alle soorten hebben wangzakken. Mannetjes zijn beduidend groter dan vrouwtjes. Echte meerkatten worden 32,5 tot 70 centimeter lang, de staart 50 tot 100 centimeter lang.

## Leefwijze
Echte meerkatten zijn dagdieren. Alle soorten leven in bomen, alhoewel sommige soorten geruime tijd op de grond doorbrengen. Bij gevaar vluchten ze in de bomen, en de nachten brengen ze daar ook door. Alle soorten eten vruchten en zaden, aangevuld met bladeren. Sommige soorten vullen het dieet aan met wat dierlijk voedsel, als insecten, eieren en hagedissen. Waarschijnlijk houden de meeste soorten er een territorium op na, maar de dieren zijn niet agressief tegenover soortgenoten.
Soms komen gemengde groepen van twee of meer soorten meerkatten voor, bijvoorbeeld diadeemmeerkatten en roodstaartmeerkatten in Oost-Afrika, en meerdere soorten in West-Afrikaanse bossen. Er zijn ook gemengde groepen tussen echte en groene meerkatten of met franjeapen waargenomen. Dit gebeurt waarschijnlijk om eerder roofvogels als de kroonarend te ontdekken. In deze samenlevingen voeden de kleinere soorten zich vaak met actieve insecten als sprinkhanen, terwijl de grotere meer plantaardig voedsel en tragere insecten als rupsen eten.

## Bedreiging
De meeste soorten echte meerkatten worden net als zoveel Afrikaanse bosdieren bedreigd door boskap, de jacht op bushmeat en ziekten.

## Classificatie en evolutie
De soortvorming onder de echte meerkatten kwam tijdens de laatste ijstijd in een stroomversnelling, toen Afrika kouder en droger was dan nu, en de bossen terugtrokken en versnipperd raakten, en soorten in isolatie ontstonden. Na de ijstijd verspreidden de bossen weer, en kwamen de verscheidene meerkatten met elkaar in aanraking. 

## Verspreiding
Echte meerkatten leven in de tropisch regenwouden, rivierbossen, bossavannes en mangrovebossen van West-, Centraal- en Oost-Afrika. De witkeelmeerkat leeft langs de oostkust van Afrika, van Somalië tot Zuid-Afrika. In de rijkere bossen leven vaak meerdere soorten naast elkaar, die allen een andere niche innemen. Sommige soorten zijn meer boombewoners, terwijl andere meer grondbewoners zijn. Ook zijn er verschillen in grootte en dieet.

## Taxonomie
De taxonomie is ingewikkeld. Behalve een grote soortenrijkdom zijn er ook grote verschillen binnen een soort, en de meeste soorten kennen een groot aantal variëteiten en ondersoorten. Verder worden er ook nog verscheidene soortengroepen onderscheiden, waarvan de soorten allopatrisch zijn, en dus geografisch van elkaar gescheiden voorkomen.
Er worden 19 soorten in dit geslacht geplaatst:
- Geslacht: Cercopithecus (Echte meerkatten) (19 soorten)
  - cephus-groep (6 soorten)
    - Soort: Cercopithecus ascanius – Roodstaartmeerkat
    - Soort: Cercopithecus cephus – Knevelmeerkat
    - Soort: Cercopithecus erythrogaster – Roodbuikmeerkat
    - Soort: Cercopithecus erythrotis – Roodneusmeerkat
    - Soort: Cercopithecus petaurista – Kleine witneusmeerkat
    -  Soort: Cercopithecus sclateri – Sclaters meerkat

  - diana-groep (2 soorten)
    - Soort: Cercopithecus diana – Dianameerkat
    -  Soort: Cercopithecus roloway – Roloway

  - hamlyni-groep (2 soorten)
    - Soort: Cercopithecus hamlyni – Uilenkopmeerkat
    -  Soort: Cercopithecus lomamiensis – Lesula[2]

  - mona-groep (6 soorten)
    - Soort: Cercopithecus campbelli – Campbellmeerkat
    - Soort: Cercopithecus denti – Dents meerkat
    - Soort: Cercopithecus lowei
    - Soort: Cercopithecus mona – Monameerkat
    - Soort: Cercopithecus pogonias – Kroonmeerkat
    -  Soort: Cercopithecus wolfi – Wolfs meerkat

  - neglectus-groep (1 soort)
    -  Soort: Cercopithecus neglectus – Brazzameerkat

  -  nictitans-groep (2 soorten)
    - Soort: Cercopithecus mitis – Diadeemmeerkat
    -  Soort: Cercopithecus nictitans – Grote witneusmeerkat